# Marc Staal
Marc Staal (Thunder Bay, Ontario, 13. siječnja 1987.) kanadski je profesionalni hokejaš na ledu. Igra na poziciji braniča i trenutačno nastupa u National Hockey League (NHL) momčadi New York Rangers. Mlađi je brat Erica Staala iz Carolina Hurricanesa, te stariji brat Jordana Staala iz Pittsburgh Penguinsa, dvojice osvajača Stanleyjeva kupa, te Jareda Staala iz AHL podružnice Phoenix Coyotesa, San Antonio Rampagea.

## National Hockey League

### New York Rangers
Za razliku od braće Erica i Jordana, Marc Staal je juniorsku odradio u Ontario Hockey League (OHL) momčadi Sudbury Wolves gdje je proveo sve četiri godine. Ondje je bio kapetan momčadi i vodio klub do finala OHL-a. New York Rangersi birali su ga kao 12. izbor drafta 2005. godine. U svibnju 2007. od krovne organizacije OHL-a dobio je nagradu Max Kaminsky Trophy, za najboljeg obrambenog igrača godine. Prestižnu nagradu prije njega osvajali su buduće NHL zvijezde Chris Pronger, Al MacInnis i Denis Potvin. Iako je Sudbury izgubio u finalu J. Ross Robertson Cupa od Plymouth Whalers, Staal je osvojio nagradu Wayne Gretzky 99 Award za MVP-a play-offa. Staal je za Wolwese odigrao 236 utakmica i osvojio 123 boda (23 gola, 100 asistencija). 
Nakon što je 4. listopada 2007. debitirao u NHL-u kao igrač NY Rangersa, Staal je postao trećim od četvorice braće koji su zaigrali u najjačoj hokejaškoj ligi na svijetu. Mjesec dana kasnije, 1. studenog 2007., osvojio je svoj prvi bod u NHL-u, asistiravši za gol protiv Washington Capitalsa. Na prvi gol u NHL-u čekao je dva tjedna, 14. studenog 2007., protiv New Jersey Devilsa, dok je također protiv NY Devilsa postigao svoj prvi gol u play-offu. U rookie sezoni odigrao je 80 susreta i ukupno zabilježio 10 bodova. 
Staal je bio izabran među 16 rookie igrača koji će nastupiti na NHL YoungStars Game tijekom 56. All-Stara koji se održava u Atlanti, na kojoj će kasnije zabilježiti gol i asistenciju. 

## Statistika karijere
| 2003./04.  | Sudbury Wolves     | OHL        | 61  | 1  | 13  | 14  | 34  | 7  | 1 | 2  | 3  | 2  |
| 2004./05.  | Sudbury Wolves     | OHL        | 65  | 6  | 20  | 26  | 53  | 12 | 0 | 4  | 4  | 15 |
| 2005./06.  | Sudbury Wolves     | OHL        | 57  | 11 | 38  | 49  | 60  | 10 | 0 | 8  | 8  | 8  |
| 2005./06.  | Hartford Wolf Pack | AHL        | —   | —  | —   | —   | —   | 12 | 0 | 2  | 2  | 8  |
| 2006./07.  | Sudbury Wolves     | OHL        | 53  | 5  | 29  | 34  | 68  | 21 | 5 | 15 | 20 | 22 |
| 2007./08.  | New York Rangers   | NHL        | 80  | 2  | 8   | 10  | 42  | 10 | 1 | 2  | 3  | 8  |
| 2008./09.  | New York Rangers   | NHL        | 82  | 3  | 12  | 15  | 64  | 7  | 1 | 0  | 1  | 0  |
| OHL ukupno | OHL ukupno         | OHL ukupno | 236 | 23 | 100 | 123 | 215 | 50 | 6 | 29 | 35 | 47 |
| NHL ukupno | NHL ukupno         | NHL ukupno | 162 | 5  | 20  | 25  | 106 | 17 | 2 | 2  | 4  | 8  |

## Vanjske poveznice
- Profil na The Internet Hockey Database
- Profil na službenoj stranici NY Rangersa